# اروتونل
اُروتونل (به فرانسوی: Eurotunnel) شرکت ترابری ریلی فرانسوی است، که به‌عنوان اپراتور تونل مانش که میان دو کشور فرانسه و بریتانیا احداث کرده‌است، فعالیت می‌نماید. سهام این شرکت تا ۱۹ ژوئیه ۲۰۱۲ در بازار بورس لندن و بورس یورونکست پاریس معامله می‌شد.